# جامعة جنوب غرب ولاية أوكلاهوما
جامعة جنوب غرب ولاية أوكلاهوما ( SWOSU ) هي جامعة عامة في ويذرفورد وساير، أوكلاهوما، وهي واحدة من ستة أعضاء في نظام الجامعة الإقليمية في أوكلاهوما.

## تاريخ

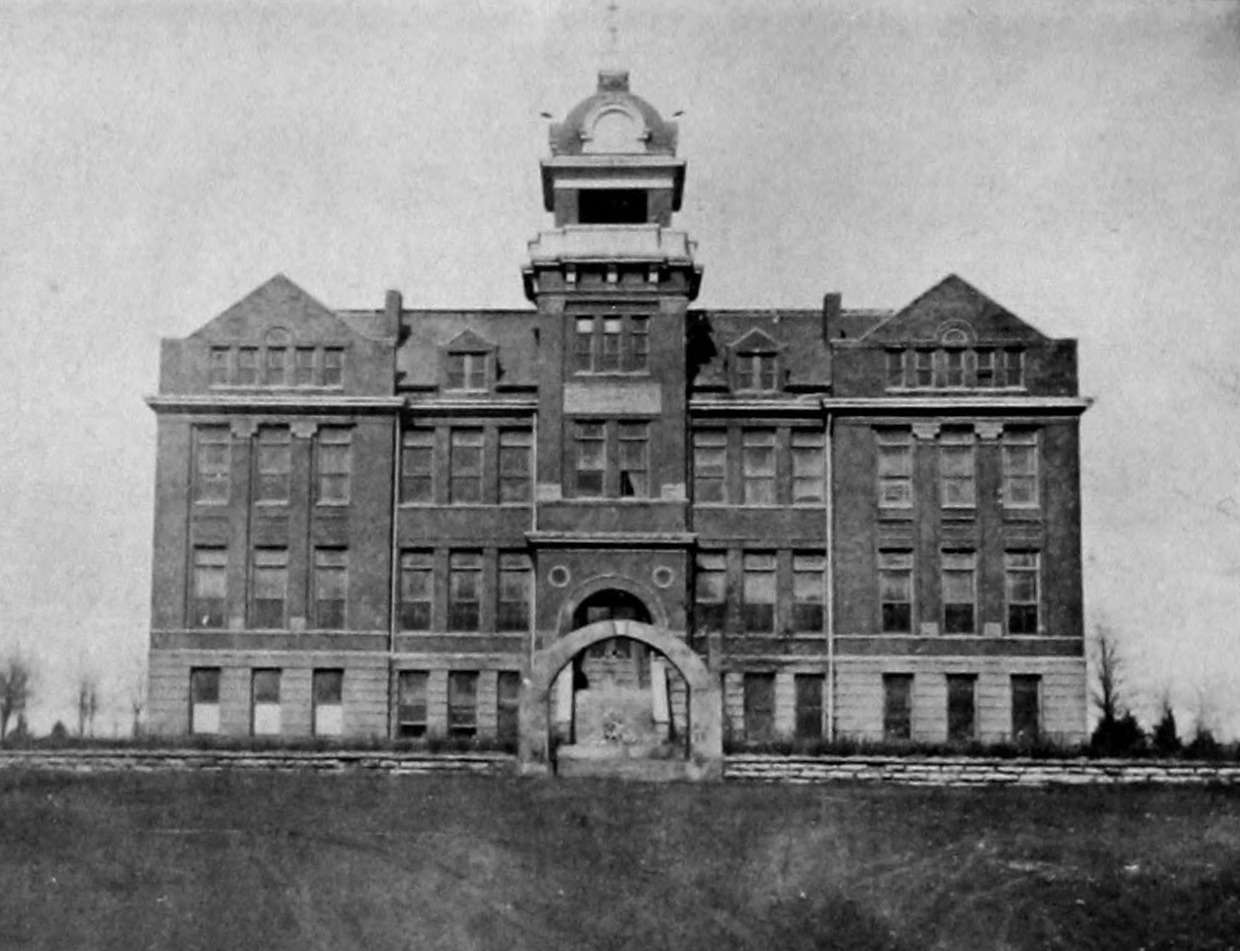
مبنى الإدارة الجنوبية الغربية عام 1919

تم إنشاء جامعة جنوب غرب ولاية أوكلاهوما لأول مرة من خلال قانون صادر عن الهيئة التشريعية الإقليمية لأوكلاهوما في عام 1901 باسم المدرسة الجنوبية الغربية العادية، على الرغم من عدم وجود فصول دراسية حتى عام 1903. خاضت عدة مدن معركة قضائية لتصبح موطنًا للمدرسة الجديدة، لكن ويذرفورد فازت في المعركة. تضمنت المدرسة العادية برنامجًا للحصول على درجة لمدة عامين لتعليم المعلمين ومدرسة إعدادية. في عام 1920، تم إغلاق الجزء التحضيري من المدرسة وحل محله برنامج شهادة البكالوريا لمدة أربع سنوات. تم منح درجات البكالوريوس الأولى من كلية المعلمين بولاية ساوث وسترن التي أعيدت تسميتها في ربيع عام 1921.
جلب الكساد الكبير عدة محاولات لإغلاق المدرسة لأسباب مالية. كان عليها أن تطيح بالعديد من الرؤساء من أجل البقاء سياسيًا. لكنها نجت. في عام 1939، أضافت المدرسة منهج تدريب مهني إلى مهمة تدريب المعلمين.
خضعت المدرسة لتوسع كبير خلال الحرب العالمية الثانية، حيث أضافت برامج إضافية في الفنون والعلوم بالإضافة إلى كلية الصيدلة. بعد فترات وجيزة مثل ثانويّة ولاية أوكلاهوما ولاية للتكنولوجيا، تم تغيير الاسم رسميًا إلى جامعة جنوب غرب ولاية أوكلاهوما من قبل هيئة تشريعية في أوكلاهوما. تمت إضافة أول درجة دراسات عليا، وهي ماجستير في التدريس، في عام 1953، وتم تعيين المدرسة رسميًا باسم جامعة ولاية جنوب غرب أوكلاهوما في عام 1974.
في عام 1987، تم دمج كلية ساير جونيور في ساير، أوكلاهوما مع جامعة جنوب غرب ولاية أوكلاهوما، لتصبح جامعة ولاية جنوب غرب أوكلاهوما في ساير. fdtur tyyfyitfgv rydrdr

### الرؤساء

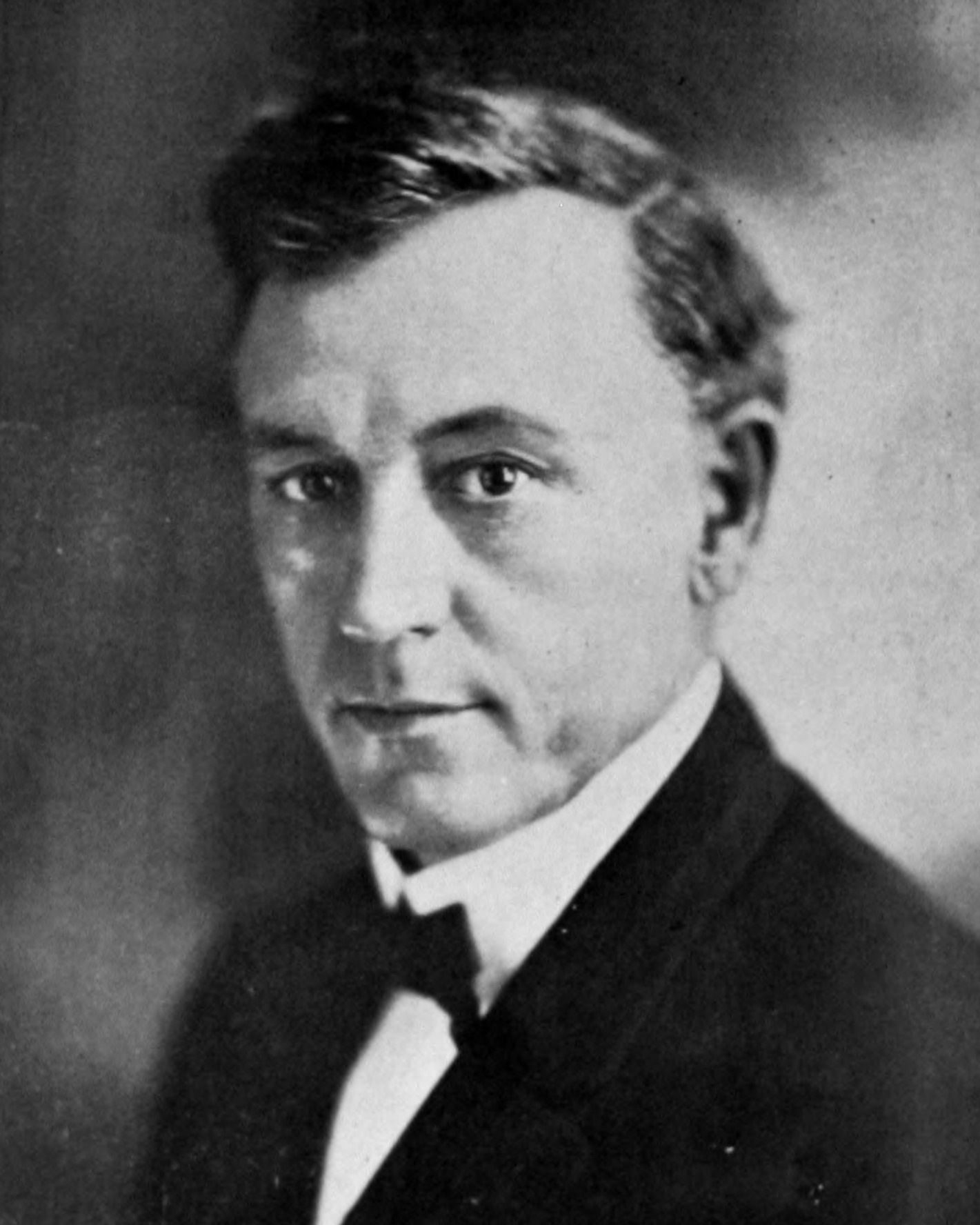
الرئيس الرابع جيمس بورنيت إسكريدج (1915-1921)

منذ بدايتها، كان هناك 17 رئيسًا خدموا في جامعة ولاية جنوب غرب أوكلاهوما.

## الحياة في الحرم الجامعي
في حرم جامعة ولاية ساوث وسترن أوكلاهوما، هناك العديد من الأماكن لتناول الطعام مثل The University Grill وThe Bulldog Beanery وBrandys Quick Stop وDukes Diner.

### حرم ويذرفورد الجامعي
يمتد حرم ويذرفورد الجامعي على مساحة تزيد عن 100 فدان. الحرم الجامعي هو أساس العديد من المباني المتنوعة، يعود بعضها إلى افتتاح المدرسة في عام 1903، وبعضها يعود إلى عام 2014. تم افتتاح مركز بايونير سيلولار إيفينت الجديد في يناير 2014. تقدم جامعة جنوب غرب ولاية أوكلاهوما 38 درجة بكالوريوس و7 درجات جامعية و6 درجات ماجستير ودكتوراه واحدة. يبلغ التسجيل في جامعة جنوب غرب ولاية أوكلاهوما حوالي 5200 وأحدث نسبة من الطلاب إلى أعضاء هيئة التدريس هي 20: 1. جامعة جنوب غرب ولاية أوكلاهوما لديها برنامج مساعدة المخضرم وكذلك برنامج التعلم عن بعد. اعتبارًا من يونيو 2017، صنفت جامعة جنوب غرب ولاية أوكلاهوما في قائمة MSN لـ «أفضل المدارس لعام 2017». احتلت جامعة جنوب غرب ولاية أوكلاهوما المرتبة رقم 18 في القائمة.

### حرم ساير الجامعي
تأسس حرم جامعة جنوب غرب ولاية أوكلاهوما ساير الجامعي في عام 1938 باعتباره كلية جونيور، ولكن في يوليو 1987 بموجب قانون من الهيئة التشريعية لأوكلاهوما، تم دمجه مع جامعة ولاية جنوب غرب أوكلاهوما. يقدم القبول المفتوح لخريجي المدارس الثانوية. تقدم جامعة جنوب غرب ولاية أوكلاهوما في ساير درجات زمالة في العلوم وزميلة في العلوم التطبيقية في كل من مجالات الدراسة العامة والمتخصصة.

## الحياة الطلابية

### ألعاب القوى
تُعرف فرق جامعة جنوب غرب ولاية أوكلاهوما الرياضية باسم بول دوغس. تتنافس الجامعة على مستوى NCAA القسم الثاني كعضو في المؤتمر الأمريكي العظيم (GAC). بدأت جامعة جنوب غرب ولاية أوكلاهوما اللعب في GAC في العام الدراسي 2012-13. تقدم جامعة جنوب غرب ولاية أوكلاهوما تسع رياضات مختلفة بما في ذلك: البيسبول، وكرة السلة للرجال والسيدات، وألعاب المضمار والميدان للسيدات، وكرة القدم للسيدات، وكرة القدم، والجولف للرجال والنساء، ومسابقات رعاة البقر للرجال والسيدات، وكرة القدم النسائية، والكرة اللينة، والكرة الطائرة.

### منظمات الحرم الجامعي
هناك ما يقرب من 100 منظمة طلابية مثل جمعية الطلاب الحكومية ومجلس أنشطة الحرم الجامعي وتوجيه الطلاب الجدد وممشروع النوع الاجتماعي والأقليات الجنسية، وجمعية التنوع الجنسي للتوجه والمجلس القضائي لقاعة الإقامة، والجمعيات الخيرية اليونانية التي تقدم أنشطة ممتعة لجعل الحياة في الحرم الجامعي أكثر إثارة للطلاب. عادة ما تكون الأحداث التي تقيمها هذه المنظمات مجانية للطلاب. جمعية الطلاب الحكوميّة هي الهيئة الإدارية الرسمية لطلاب جامعة جنوب غرب ولاية أوكلاهوما. وهي مدافعة عن اهتمامات الطلاب، وصوت قوي للتغيير والتقدم، ومزود مخصص للخدمات والموارد الطلابية. تضع جمعية الطلاب الحكوميّة أحداثًا سنوية.

## مشاهير

### خريجون متميزون
- ستانلي فيستال، كاتب وشاعر وكاتب سيرة ومؤرخ أمريكي، ربما اشتهر بكتبه عن الغرب الأمريكي القديم، بما في ذلك سيتينغ بول، بطل سيوكس
- كاثلين ويلكوكسون ، عضو مجلس الشيوخ السابق عن ولاية أوكلاهوما التي تمثل جزءًا من أوكلاهوما سيتي